# Eurocon 1997
Eurocon 1997, acronim pentru Convenția europeană de science fiction din 1997, a avut loc la Dublin în  Irlanda, pentru prima dată în această țară.